# ال پنیون (جمهوری دومنیکن)
ال پنیون (به لاتین: El Peñón) یک منطقهٔ مسکونی در جمهوری دومینیکن است که در استان بارائونا واقع شده‌است. ال پنیون ۲۰۴٫۱۲ کیلومتر مربع مساحت و ۳٬۵۸۹ نفر جمعیت دارد.